# 潘達雷昂 (印度)
潘達雷昂 (希臘語：Πανταλέων)為印度-希臘王國國王。
潘達雷昂統治期間約為公元前185年到公元前180年間，關於他的紀錄可說是在相當迷離的，可能為是同時期德米特里一世的副王或是德米特里的繼承者。亦有為德米特里兄弟的說法。他也是第一個希臘君主鑄造印度式的青銅錢幣，可能是因他的統治根基在印度的阿拉霍西亞和健馱邏的原故。
從他有限的錢幣上來看，統治期間並不長，在已知的錢幣證據上，可推測他可能被阿加托克利斯取代。令人注目的是他曾發行白銅合金的錢幣，但此技術之前僅中國持有，可視為與中國進行貿易或技術交流的證據。
參考Osmund Bopearachchi的世系分類